# El Sant Crist del Fossar (l'Estany)
El Sant Crist del Fossar és la capella del cementiri municipal de l'Estany, al terme municipal del mateix nom, de la comarca del Moianès.
Està situada en el cementiri municipal de l'Estany, al nord de la població, al sud-est del Pla de la Crossa i al sud de la masia de la Crossa. És al capdamunt dels carrers de Vic i del Pedró, del poble de l'Estany.
És una capella petita, d'una sola nau.